# KLM
KLM Royal Dutch Airlines (acronimo olandese per Koninklijke Luchtvaart Maatschappij, in italiano "Compagnia Reale d'Aviazione") è la compagnia aerea di bandiera dei Paesi Bassi, che ha come unico hub l'aeroporto di Amsterdam-Schiphol.
Fondata nel 1919, è la compagnia aerea più antica in attività. Inoltre, nel 2019 è stata la prima compagnia a raggiungere i 100 anni di attività mantenendo inalterata la denominazione.

## Storia

### I primi anni

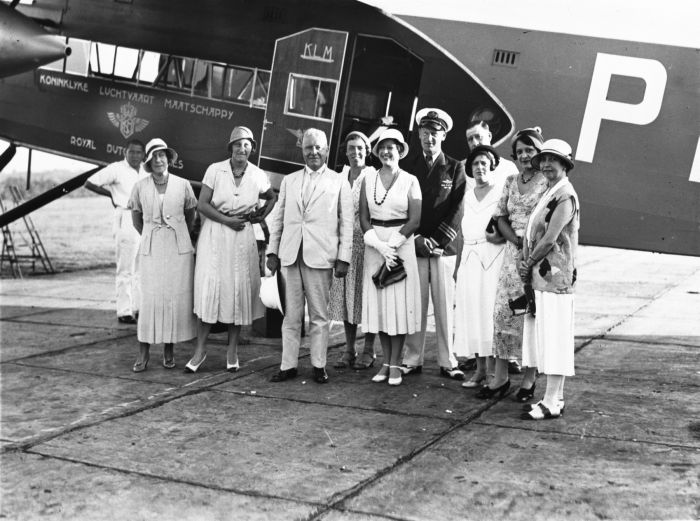
Un Fokker F.XVIII in partenza dalle Indie orientali olandesi nel 1932.

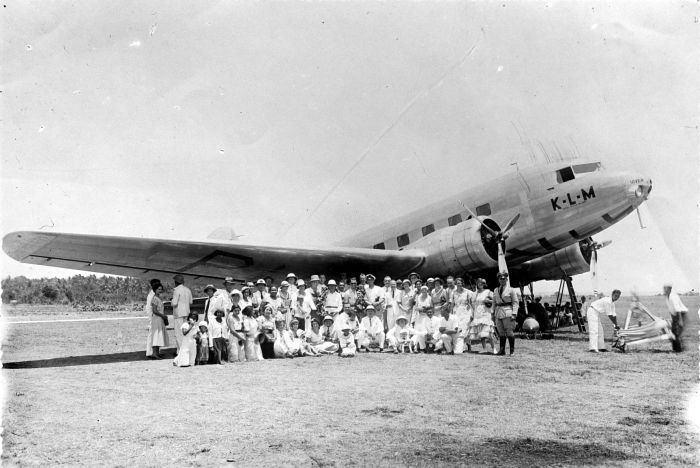
Un Douglas DC-2 nel 1934.

Nel 1919, un giovane tenente aviatore di nome Albert Plesman sponsorizzò la mostra di aviazione ELTA ad Amsterdam. La mostra fu un grande successo; dopo la sua chiusura, diversi imprenditori olandesi intendevano fondare una compagnia aerea, di cui Plesman fu nominato a capo. Nel settembre 1919, la regina Guglielmina assegnò alla KLM ancora da fondare il titolo "reale" ("Koninklijke"). Il 7 ottobre 1919, otto uomini d'affari olandesi, tra cui Frits Fentener van Vlissingen, fondarono KLM come una delle prime compagnie aeree commerciali. Plesman divenne il suo primo amministratore e direttore.
Il primo volo KLM ebbe luogo il 17 maggio 1920. Il primo pilota della compagnia, Jerry Shaw, portò l'aereo dall'aeroporto di Croydon, Londra, ad Amsterdam. Il volo venne operato con un De Haviland DH.16 in leasing, registrazione G-EALU, che trasportava due giornalisti britannici e alcuni giornali. Nel 1920, KLM trasportò 440 passeggeri e 22 tonnellate di merci. Nell'aprile 1921, dopo una pausa invernale, KLM riprese i suoi servizi utilizzando i Fokker F.II e Fokker F.III; nel 1921 iniziarono i servizi di linea.
Il primo volo intercontinentale di KLM decollò il 1º ottobre 1924. La destinazione finale era Giacarta (allora chiamata "Batavia"), Giava, nelle Indie orientali olandesi; il volo venne operato da un Fokker F.VII con registrazione H-NACC ed era pilotato da Van der Hoop. Nel settembre 1929 iniziarono i servizi regolari di linea tra Amsterdam e Batavia. Fino allo scoppio della seconda guerra mondiale nel 1939, questo era il servizio di linea aereo più lungo del mondo. Nel 1926 venivano offerti voli per Amsterdam, Rotterdam, Bruxelles, Parigi, Londra, Brema, Copenaghen e Malmö, utilizzando principalmente Fokker F.II e Fokker F.III.
Nel 1930, KLM trasportò 15.143 passeggeri. Il Douglas DC-2 fu introdotto sul servizio verso Batavia nel 1934. Il primo volo sperimentale transatlantico della compagnia fu tra Amsterdam e Curaçao nel dicembre 1934 utilizzando il Fokker F.XVIII. Il primo dei suoi Douglas DC-3 fu consegnato nel 1936; questi sostituirono i DC-2 sul servizio via Batavia a Sydney. KLM fu la prima compagnia aerea a servire il nuovo aeroporto di Manchester-Ringway, a partire dal giugno 1938. Fu anche l'unica compagnia aerea civile a ricevere il Douglas DC-5; ne utilizzava due per le rotte verso le Indie Occidentali e ne vendette due al governo delle Indie Orientali, ed è quindi stata l'unica compagnia aerea ad aver operato tutti i modelli Douglas "DC" diversi dal DC-1.

#### Seconda guerra mondiale
Quando la Germania invase i Paesi Bassi il 10 maggio 1940, diversi aerei della compagnia, per lo più i DC-3 e alcuni DC-2, erano in rotta da o verso l'Estremo Oriente o operavano servizi in Europa. Cinque DC-3 e un DC-2 furono portati in Gran Bretagna. Durante la guerra, questi aeromobili e membri dell'equipaggio effettuavano voli passeggeri di linea tra Bristol e Lisbona con registrazione BOAC.
Il Douglas DC-3 PH-ALI "Ibis", allora registrato come G-AGBB, fu attaccato dalla Luftwaffe il 15 novembre 1942, 19 aprile 1943, e infine il 1º giugno 1943 come volo BOAC 777; questo attacco provocò la morte di tutti i 17 a bordo. Alcuni aerei e i loro equipaggi rimasero nella regione delle Indie orientali australiane e olandesi, dove aiutavano a trasportare i rifugiati dall'aggressione giapponese in quella zona.
Sebbene le operazioni si fossero fermate in Europa, KLM continuò a volare ed espandersi nei Caraibi.
Sempre durante la seconda guerra mondiale, un volo della KLM che trasportava otto passeggeri, quattro membri dell'equipaggio e un valore di 15 milioni di dollari (considerando il cambio al 2020) in diamanti venne abbattuto da combattenti giapponesi di ritorno dall'attacco a Broome a circa 1.000 miglia a nord di Perth, nell'Australia occidentale. Il pilota riuscì a tuffarsi per sfuggire ai combattenti e atterrare sulla spiaggia, ma tre passeggeri e un membro dell'equipaggio rimasero uccisi. Dopo sei giorni e dopo aver subito altri attacchi da parte dei piloti giapponesi, furono salvati. Dei diamanti non si ebbe più traccia.

#### Dopoguerra

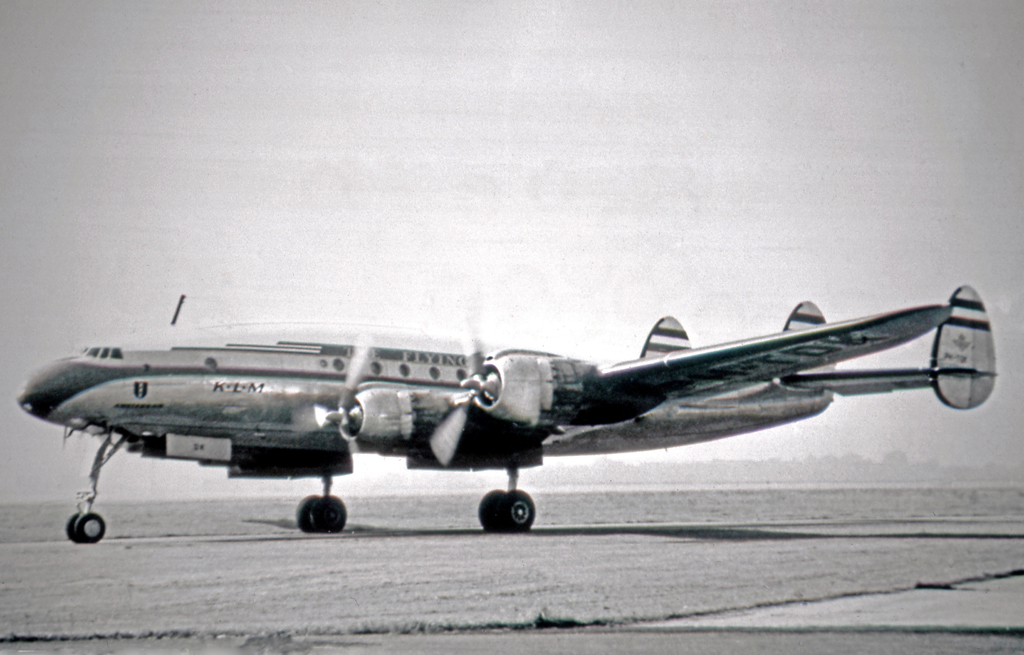
Un Lockheed Constellation nel 1953.

Dopo la fine della seconda guerra mondiale nell'agosto del 1945, KLM iniziò immediatamente a ricostruire la propria rete. Poiché le Indie orientali olandesi erano in uno stato di rivolta, la priorità di Plesman era ristabilire la rotta di KLM verso Batavia. Questo servizio fu ripristinato entro la fine del 1945. I voli nazionali ed europei ripresero nel settembre 1945, inizialmente con una flotta di Douglas DC-3 e Douglas DC-4. Il 21 maggio 1946, KLM fu la prima compagnia aerea dell'Europa continentale ad avviare voli transatlantici di linea tra Amsterdam e New York utilizzando i Douglas DC-4. Nel 1948, KLM aveva ricostruito la sua rete e i servizi in Africa, Nord e Sud America e nei Caraibi.
Lockheed Constellation e Douglas DC-6 a lungo raggio pressurizzati si unirono alla flotta di KLM alla fine degli anni quaranta; i Convair CV-240 iniziarono i voli europei per la compagnia alla fine del 1948.
Durante l'immediato dopoguerra, il governo olandese espresse interesse ad acquisire una quota di maggioranza in KLM, nazionalizzandola così parzialmente. Plesman voleva che KLM rimanesse una società privata sotto controllo privato; permise quindi al governo olandese di acquisire una quota di minoranza. Nel 1950, KLM trasportò 356.069 passeggeri. L'espansione della rete continuò negli anni cinquanta con l'aggiunta di diverse destinazioni nel Nord America. La flotta di KLM si espanse con l'aggiunta di nuove versioni del Lockheed Constellation e Lockheed Electra, di cui KLM fu il cliente di lancio in Europa.
Il 31 dicembre 1953, il fondatore e presidente della KLM, Albert Plesman, morì all'età di 64 anni. Gli succedette Fons Aler. Dopo la morte di Plesman, KLM e altre compagnie aeree entrarono in un periodo economico difficile. La necessità di incorporare aerei a reazione comportò un ulteriore onere finanziario per KLM. Il governo olandese aumentò la proprietà della società a due terzi, nazionalizzandola in parte. Il consiglio di amministrazione rimase sotto il controllo di azionisti privati.
Il 25 luglio 1957, la compagnia introdusse il suo primo simulatore di volo per il Douglas DC-7C, l'ultimo velivolo di KLM con motori a pistoni, che aprì la rotta transpolare da Amsterdam via Anchorage a Tokyo il 1º novembre 1958. Ogni equipaggio che volava sulla rotta sopra l'Artico era equipaggiato con un kit di sopravvivenza invernale, tra cui una carabina AR-10 a fuoco selettivo da 7,62 mm da utilizzare contro gli orsi polari, nel caso in cui l'aereo fosse stato costretto ad atterrare sul ghiaccio.

### L'era dei jet

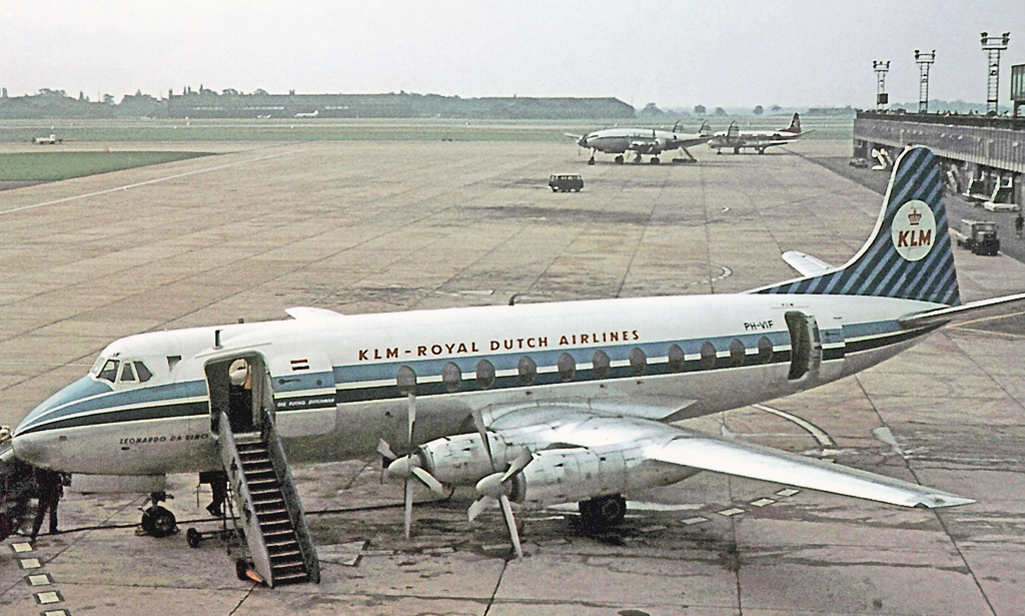
Un Vickers Viscount nel 1964.

Il quadrimotore turboelica Vickers Viscount 800 fu introdotto sulle rotte europee nel 1957. A partire dal settembre 1959, KLM introdusse il quadrimotore turboelica Lockheed L-188 Electra su alcune delle sue rotte europee e mediorientali. Nel marzo 1960, la compagnia aerea ricevette il primo jet, un Douglas DC-8. Il 1961 fu il suo primo anno in perdita. Sempre nel 1961, il presidente della compagnia Fons Aler fu sostituito da Ernst van der Beugel. Questo cambio di leadership, tuttavia, non portò a un capovolgimento delle difficoltà finanziarie. Van der Beugel si dimise da presidente nel 1963 per motivi di salute. Horatius Albarda venne nominato per succedere a Ernst van der Beugel nel 1963. Albarda avviò una riorganizzazione della società, che portò alla riduzione del personale e dei servizi. Nel 1965, Albarda morì in un incidente aereo e gli succedette come presidente il Dr. Gerrit van der Wal. Van der Wal redasse un accordo con il governo olandese, secondo cui KLM sarebbe stata nuovamente gestita come azienda privata. Nel 1966 la partecipazione del governo olandese fu ridotta a una quota di minoranza del 49,5%. Nello stesso anno, KLM introdusse il Douglas DC-9 sulle rotte europee e del Medio Oriente.

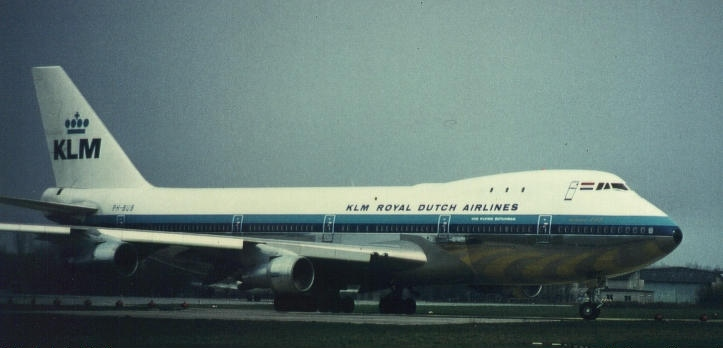
Un Boeing 747-200B nel 1971.

I nuovi terminal dell'aeroporto di Amsterdam-Schiphol furono aperti nell'aprile del 1967 e nel 1968 entrò in servizio il Douglas DC-8-63 ("Super DC-8"). Con 244 posti a sedere, all'epoca era il più grande aereo di linea. KLM fu la prima compagnia aerea a mettere in servizio il Boeing 747-200B di peso lordo più elevato, alimentato da motori Pratt & Whitney JT9D, nel febbraio 1971; questo è stato il primo wide body della compagnia. Nel marzo 1971, KLM aprì la sua attuale sede ad Amstelveen. Nel 1972 acquistò il primo di numerosi McDonnell Douglas DC-10, la risposta di McDonnell Douglas al 747 del Boeing.
Nel 1973 Sergio Orlandini venne nominato per succedere a Gerrit van der Wal come presidente. All'epoca, KLM, così come altre compagnie aeree, aveva a che fare con la sovraccapacità. Orlandini propose di convertire i 747 in "combi" in grado di trasportare una combinazione di passeggeri e merci in una configurazione mista sul ponte principale dell'aereo. Nel novembre 1975, il primo di sette Boeing 747-200B Combi fu aggiunto alla flotta.
La crisi petrolifera del 1973, che causò condizioni economiche difficili, portò KLM a cercare l'assistenza del governo per organizzare il rifinanziamento del debito. La compagnia emise ulteriori azioni trasferite al governo in cambio di denaro. Alla fine degli anni settanta, la quota del governo era nuovamente aumentata fino a raggiungere una maggioranza del 78%, rinazionalizzandola di fatto. La gestione dell'azienda rimase sotto il controllo degli stakeholder privati.

### Anni '80 e '90
Nel 1980 KLM trasportò 9.715.069 passeggeri. Nel 1983, raggiunse un accordo con Boeing per convertire dieci dei suoi Boeing 747-200 (tre 747-200B e sette 747-200M) in Boeing 747-300 con la modifica del ponte superiore allungato. I lavori iniziarono nel 1984 nello stabilimento Boeing di Everett, Washington, e terminarono nel 1986. Gli aerei convertiti furono chiamati Boeing 747-200SUD o 747-300, che la compagnia aerea operava in aggiunta a tre Boeing 747-300 di nuova costruzione. Nel 1983, KLM prese in consegna il primo di dieci Airbus A310. Sergio Orlandini si ritirò nel 1987, sostituito da Jan de Soet. Nel 1986, la partecipazione del governo olandese in KLM si ridusse al 54,8%. Si prevedeva che questa quota sarebbe stata ulteriormente ridotta durante il decennio. Il Boeing 747-400 è stato introdotto nella flotta di KLM nel giugno 1989.
Con la liberalizzazione del mercato europeo, KLM iniziò a sviluppare il suo hub all'aeroporto di Amsterdam Schiphol alimentando la sua rete con il traffico delle compagnie affiliate. Come parte del suo sviluppo mondiale, acquisì una partecipazione del 20% in Northwest Airlines nel luglio 1989. Nel 1990, trasportò 16.000.000 di passeggeri. Il presidente Jan de Soet si ritirò alla fine del 1990 e gli successe nel 1991 Pieter Bouw. Nel dicembre 1991, KLM è stata la prima compagnia aerea europea a introdurre un programma frequent flyer, denominato Flying Dutchman.

### Joint venture

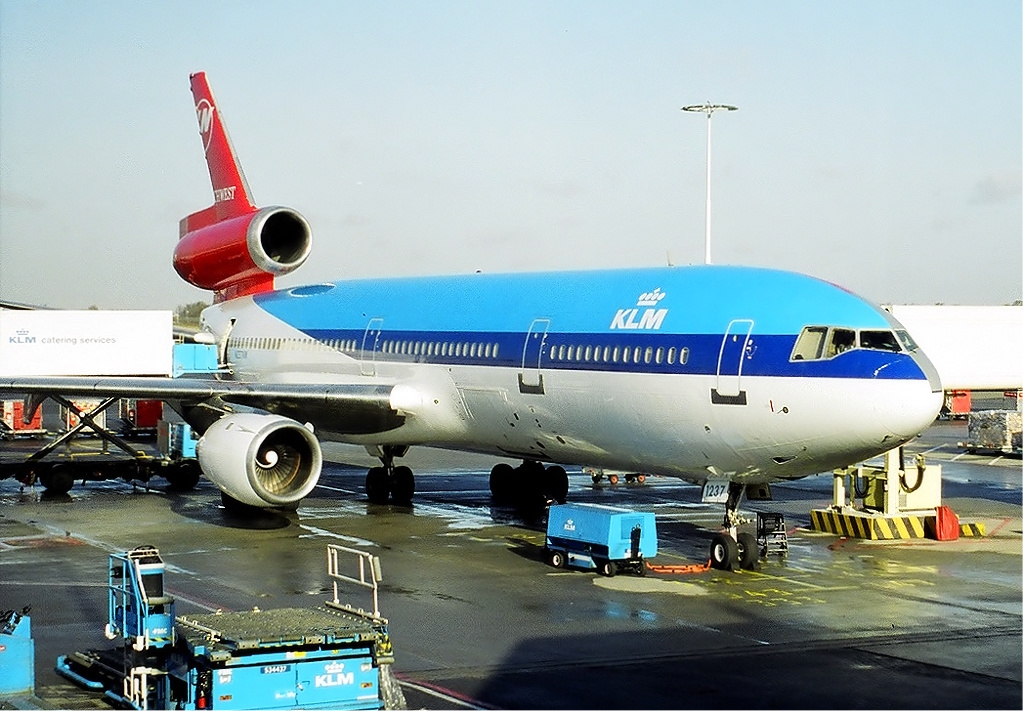
Un DC-10 in una livrea ibrida KLM-Northwest come parte della joint venture.

Nel gennaio 1993, il Dipartimento dei trasporti degli Stati Uniti ha concesso a KLM e Northwest Airlines l'immunità antitrust, che gli permise di intensificare la loro collaborazione. Nel settembre 1993, le compagnie aeree operavano i loro voli tra gli Stati Uniti e l'Europa come parte di una joint venture. Nel marzo 1994, KLM e Northwest Airlines introdussero la World Business Class sulle rotte intercontinentali. La partecipazione di KLM in Northwest Airlines aumentò al 25% nel 1994.
KLM ricevette il suo primo Boeing 767-300ER nel luglio 1995. Nel gennaio 1996, acquistò una quota del 26% in Kenya Airways, la compagnia aerea di bandiera del Kenya. Nel 1997, Pieter Bouw si dimise da presidente e gli successe Leo van Wijk. Nell'agosto 1998 la società riacquistò tutte le azioni ordinarie del governo olandese per fare di KLM una società privata. Il 1º novembre 1999 KLM fondò AirCares, una piattaforma di comunicazione e raccolta fondi per sostenere cause meritevoli concentrandosi sui bambini svantaggiati.
Nei primi anni 2000, KLM ha avviato un processo di sostituzione dei Boeing 767, dei Boeing 747-300 e dei McDonnell Douglas MD-11 (di cui è stata l'ultimo operatore passeggeri, completandone il ritiro ad ottobre 2014) con i Boeing 777-200ER e gli Airbus A330-200. Il primo Boeing 777 venne ricevuto il 25 ottobre 2003, mentre il primo Airbus A330-200 il 25 agosto 2005.

### Fusione con Air France
Il 30 settembre 2003, Air France e KLM hanno concordato un piano di fusione in cui le due compagnie sarebbero diventate controllate di una holding denominata Air France-KLM. Entrambe le aziende avrebbero mantenuto i propri marchi; sia l'aeroporto Charles de Gaulle che l'aeroporto di Amsterdam-Schiphol sarebbero diventati hub chiave. Nel febbraio 2004, la Commissione europea e il Dipartimento di Giustizia degli Stati Uniti approvarono la proposta di fusione. Nell'aprile 2004 venne effettuata un'offerta di scambio in cui gli azionisti di KLM scambiarono le loro azioni in KLM con azioni in Air France. Dal 5 maggio 2004, Air France-KLM è quotata alle borse Euronext di Parigi, Amsterdam e New York. Nel settembre 2004 la fusione venne completata con la creazione della holding Air France-KLM. La fusione ha portato alla creazione del gruppo più grande del mondo e avrebbe dovuto portare a un risparmio annuo stimato sui costi compreso tra 400 e 500 milioni di euro.
Non sembrava che la joint venture di lunga data di KLM con Northwest Airlines, che si è fusa con Delta Air Lines nel 2008, fosse interessata nella fusione con Air France. KLM e Northwest hanno aderito all'alleanza SkyTeam nel settembre 2004. Sempre nel 2004, il senior management è stato criticato per essersi concesso bonus controversi dopo la fusione con Air France, mentre KLM ha perso 4.500 posti di lavoro. Dopo pressioni esterne, la direzione ha rinunciato a questi bonus.
Nel marzo 2007, KLM ha iniziato a utilizzare il sistema di prenotazione Amadeus, insieme al partner Kenya Airways. Dopo 10 anni da presidente, Leo van Wijk si è dimesso dalla sua posizione e gli è successo Peter Hartman.

### Storia recente

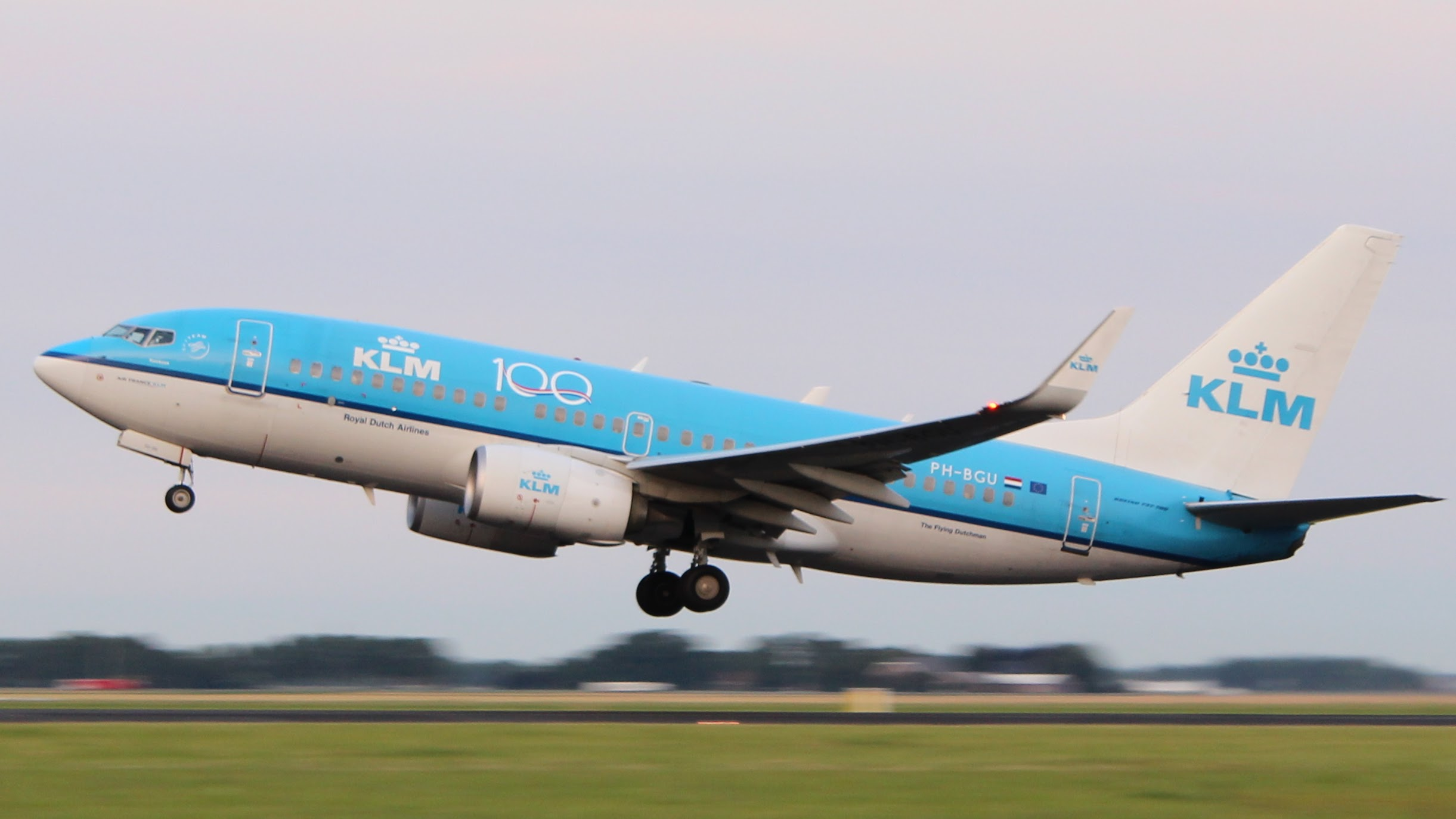
Un Boeing 737-700 con la livrea in onore del centenario di KLM nel 2019.

Dal settembre 2010, KLM ha integrato la divisione passeggeri di Martinair in KLM, trasferendo tutto il personale e le rotte. A novembre 2011, Martinair comprendeva solo la divisione cargo e manutenzione. Nel marzo 2011 KLM e InselAir hanno raggiunto un accordo di cooperazione reciproca sulle destinazioni di quest'ultima, ampliando così i propri servizi passeggeri. A partire dal 27 marzo 2011, i passeggeri di KLM potevano volare verso tutte le destinazioni di InselAir attraverso gli hub di questa a Curaçao e Sint Maarten. Questa cooperazione è stata trasformata in un accordo di code-share nel 2012. All'inizio del 2018, la cooperazione con Inselair è stata interrotta, compresi eventuali accordi di interlining, dopo che la compagnia caraibica si è trovata in difficoltà finanziarie che l'hanno costretta a vendere parte della flotta e a eliminare alcune rotte.
Il 20 febbraio 2013, KLM ha annunciato che Peter Hartman si sarebbe dimesso da presidente e CEO il 1º luglio seguente. Gli è succeduto Camiel Eurlings. Hartman è rimasto alle dipendenze della società fino a quando non è andato in pensione il 1º gennaio 2014. Il 15 ottobre 2014, KLM ha annunciato che Eurlings, in consultazione congiunta con il consiglio di sorveglianza, aveva deciso di dimettersi immediatamente da presidente e amministratore delegato. A partire da questa data il successore è stato Pieter Elbers. KLM ha ricevuto il premio "Best Airline Staff Service" in Europa ai World Airline Awards 2013. Questo premio rappresenta la valutazione delle prestazioni di una compagnia aerea sia per il personale aeroportuale che per il personale di cabina.
Il 19 giugno 2012, KLM ha effettuato il primo volo transatlantico verso Rio de Janeiro alimentato in parte da biocarburanti sostenibili. Questa era la distanza più lunga che un aereo avesse percorso con i biocarburanti.
Nel 2019 KLM ha celebrato il suo centenario. Poiché è la compagnia aerea più antica ancora operante con il suo nome originale, è stata anche la prima a raggiungere questa impresa.
Dopo aver tagliato 5.000 posti di lavoro nel 2020 a causa della pandemia di COVID-19, KLM ha affermato l'intenzione di licenziare 1.000 dipendenti nel 2021.

## Identità aziendale

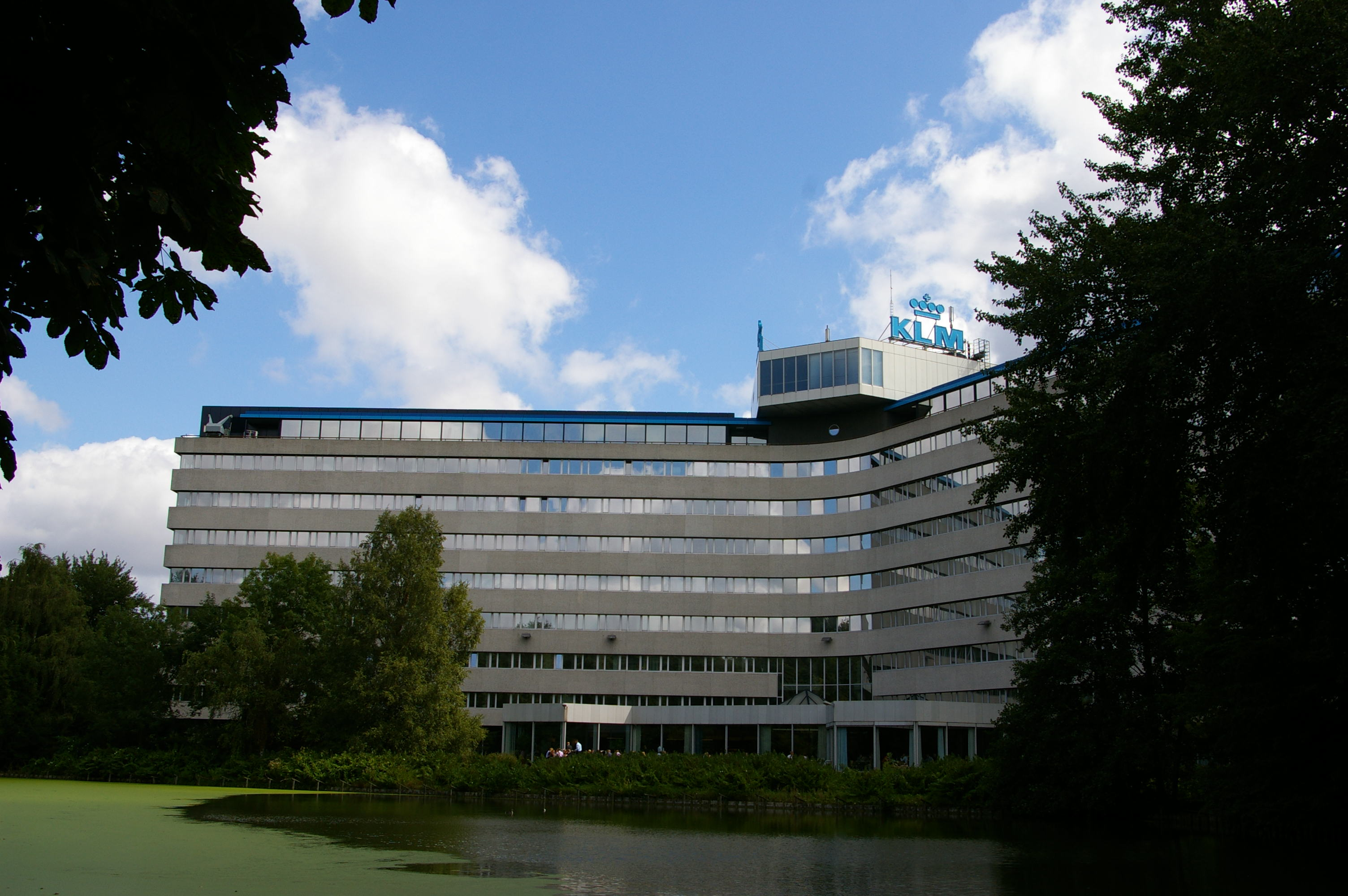
Il quartier generale di KLM ad Amstelveen.

### Gestione
Dal 15 ottobre 2014, a capo di KLM c'è il presidente e amministratore delegato (CEO) Pieter Elbers, che ha sostituito Camiel Eurlings. Il presidente e CEO fa parte del più ampio Comitato Esecutivo, che gestisce KLM ed è composto da amministratori delegati statutari e vicepresidenti esecutivi delle unità aziendali di KLM. La supervisione e la gestione di KLM sono strutturate secondo un modello a due livelli; il Consiglio di Amministrazione è vigilato da un Organismo di Vigilanza separato e indipendente. Il Consiglio di vigilanza sovrintende inoltre alle prestazioni generali di KLM. Il Consiglio di Amministrazione è formato dai quattro direttori, compreso l'Amministratore Delegato. Nove membri compongono il consiglio di vigilanza.

### Quartier generale
La sede principale di KLM si trova ad Amstelveen, su un sito di 6,5 ettari (16 acri) vicino all'aeroporto di Amsterdam-Schiphol. La sede della compagnia è stata costruita tra il 1968 e il 1970. Prima dell'apertura della nuova sede, il quartier generale era nella proprietà dell'aeroporto di Schiphol ad Haarlemmermeer.

### Partecipazioni
Al 2019, le società in cui KLM ha una partecipazione includono:

### Partecipazioni storiche
Le sussidiarie, società affiliate e joint venture di KLM includevano:

### KLM Asia

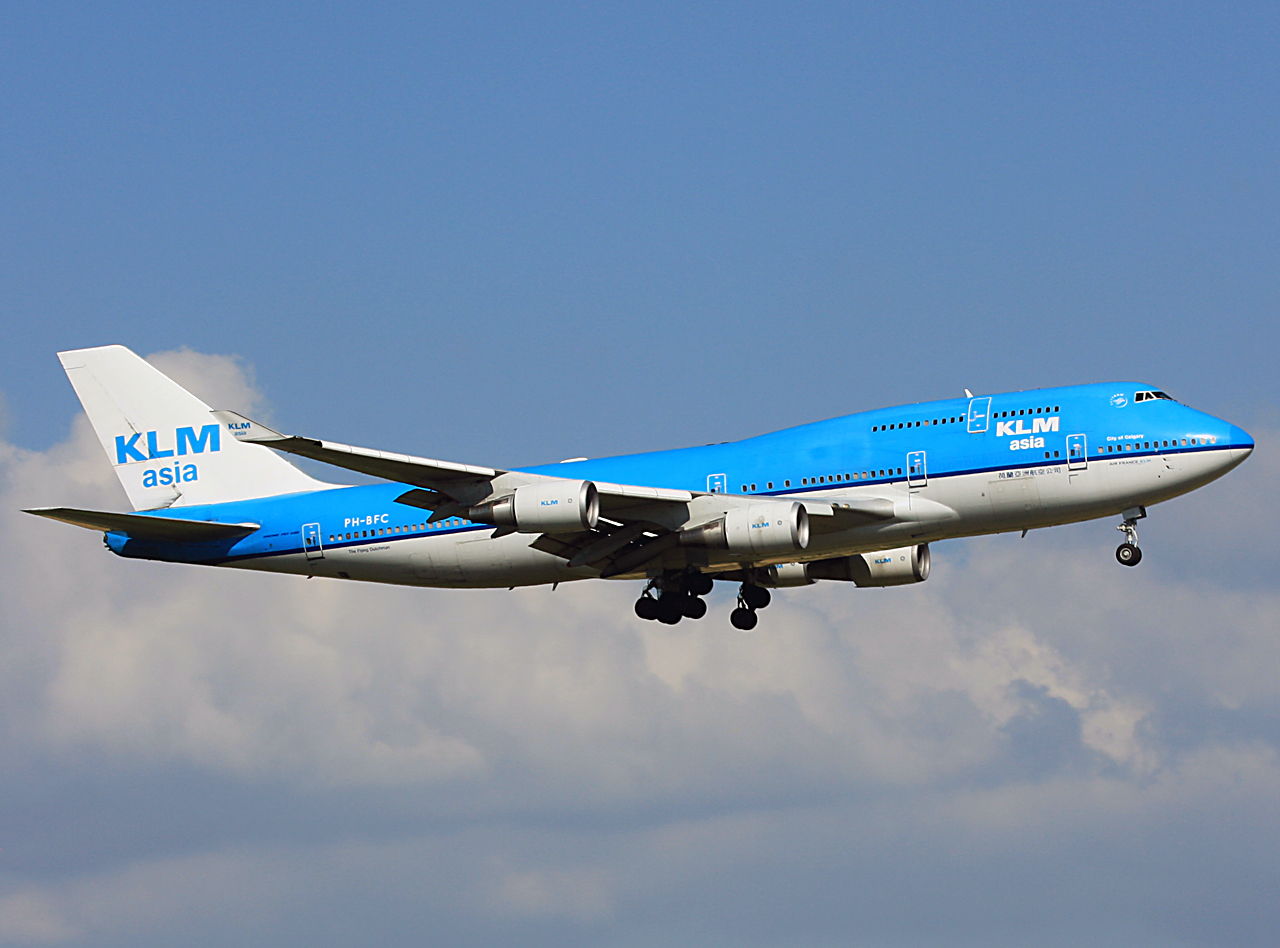
Un Boeing 747-400 di KLM Asia.

KLM Asia (cinese: 荷蘭 亞洲 航空公司; pinyin: Hélán Yàzhōu Hángkōng Gōngsī) è una consociata interamente controllata da KLM registrata a Taiwan. La compagnia aerea è stata fondata nel 1995 per operare voli verso Taipei senza compromettere i diritti di traffico detenuti da KLM per le destinazioni nella Repubblica popolare cinese.
KLM Asia utilizza lo stesso logo e la stessa livrea di KLM, ma con la differenza che mancano i simboli nazionali olandesi, come la bandiera dei Paesi Bassi e il logo stilizzato della corona, al cui posto è scritto "Asia".
La divisione asiatica ha in flotta aerea, ad agosto 2025, sette Boeing 777-200ER e un 777-300ER.
KLM Asia inizialmente operava sulla rotta Amsterdam-Bangkok-Taipei con un Boeing 747-400. Da marzo 2012 ha operato sulla rotta Amsterdam-Taipei-Manila volando con i 777-200ER/300ER.
Gli aeromobili di KLM Asia vengono occasionalmente utilizzati anche per altre destinazioni del network KLM.

## Cabina
KLM ha tre classi di cabina per rotte internazionali a lungo raggio: World Business Class, Economy Comfort ed Economy. Schermi personali con audio-video on-demand, telefono satellitare, SMS e servizi di posta elettronica sono disponibili in tutte le cabine di tutti gli aeromobili a lungo raggio. I voli europei a corto e medio raggio hanno posti Economy nella cabina posteriore, Economy Comfort ed Europe Business nella cabina di prua.

### World Business Class

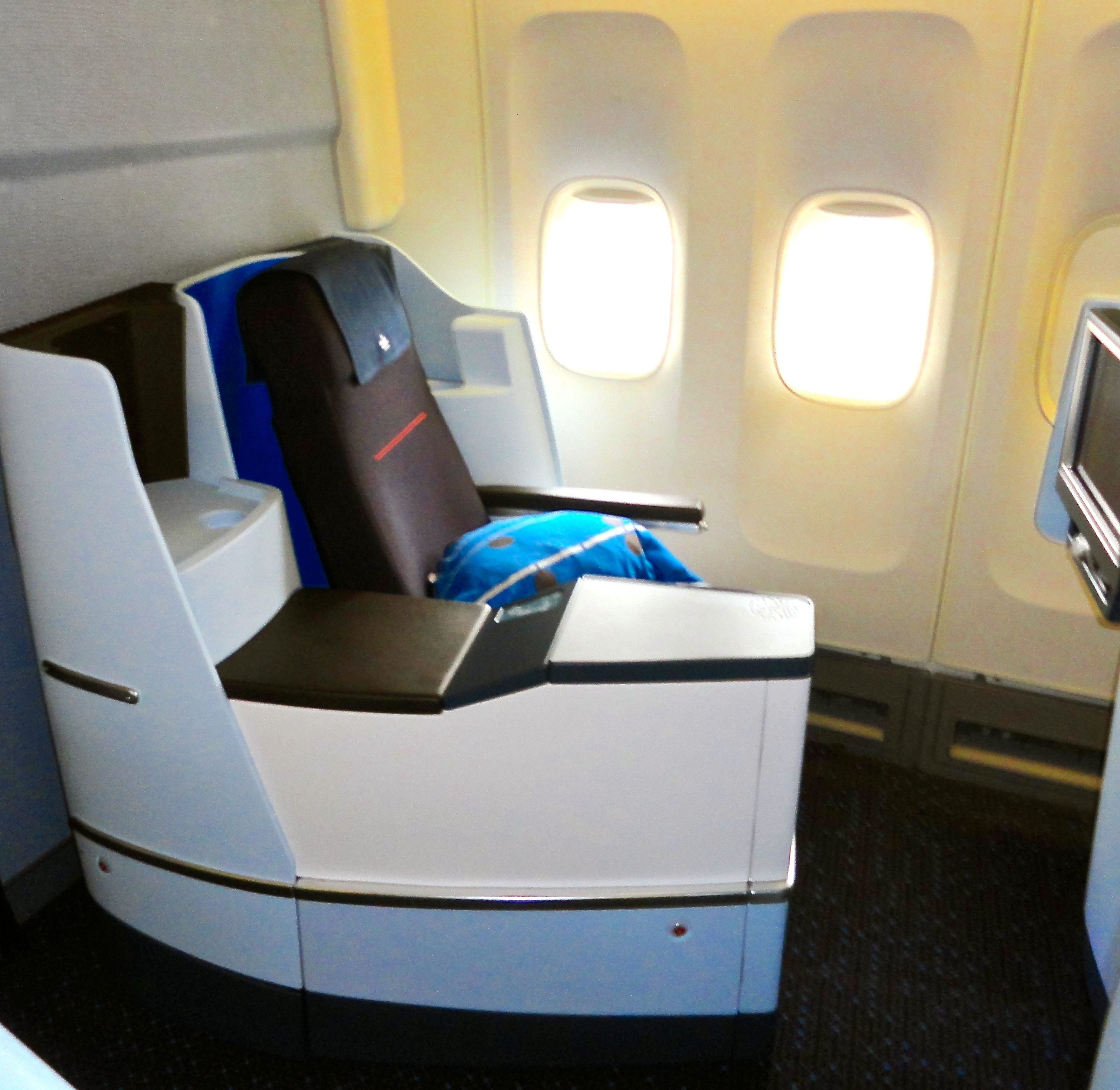
La business class su un Boeing 747-400.

World Business Class è il prodotto di classe business a lungo raggio di KLM. I posti nella vecchia World Business Class sono larghi 20 pollici (51 cm) e hanno un passo di 60 pollici (150 cm). I sedili possono essere reclinati in un letto piatto ad angolo di 170 gradi con una lunghezza di 75 pollici (190 cm). I sedili sono dotati di un sistema di intrattenimento personale da 10,4 pollici (26 cm) con audio e video su richiesta nel bracciolo, tettuccio per la privacy, funzione di massaggio e prese di alimentazione per laptop.
Nel marzo 2013, KLM ha introdotto nuovi sedili per la World Business Class per la flotta a lungo raggio. progettati dalla designer olandese Hella Jongerius. I sedili a forma di diamante sono prodotti da B/E Aerospace e installati su tutti gli Airbus A330 e Boeing 777. I sedili sono stati ristrutturati anche sui Boeing 747-400 tra il 2013 e il 2014. I nuovi sedili sono completamente piatti e offrono sistemi di intrattenimento personale ad alta definizione da 17 pollici (43 cm). Quando è completamente piatto, il letto è lungo circa 2 metri.
Con il lancio del Boeing 787 è stato introdotto un design completamente nuovo del sedile in Business Class; i posti di questo aereo si basano sulla piattaforma Zodiac Cirrus utilizzata da Air France. La classe è in un layout 1-2-1 in modo che ogni passeggero abbia accesso diretto al corridoio, un ampio vano portaoggetti laterale e uno schermo video HD da 16 pollici (41 cm). La casa di moda olandese Viktor & Rolf ha progettato e fornisce kit di cortesia ai passeggeri della World Business Class. Ogni anno viene introdotto un nuovo design e il colore dei kit cambia ogni sei mesi; questo contiene calze, mascherina per gli occhi, spazzolino da denti, dentifricio, tappi per le orecchie e balsamo per le labbra Viktor & Rolf.

### Europe Business Class
La Europe Business Class è la business class a corto raggio di KLM e KLM Cityhopper. I posti sono larghi 17 pollici (43 cm), hanno un passo medio di 33 pollici (84 cm) e offrono più spazio per le gambe e si adagiano ulteriormente rispetto ai normali posti in Economy Class. L'Europe Business Class non dispone di intrattenimento personale. I posti a sedere sono disposti in un layout 3-3 sui Boeing 737 e 2-2 sugli Embraer 190.

### Economy Comfort

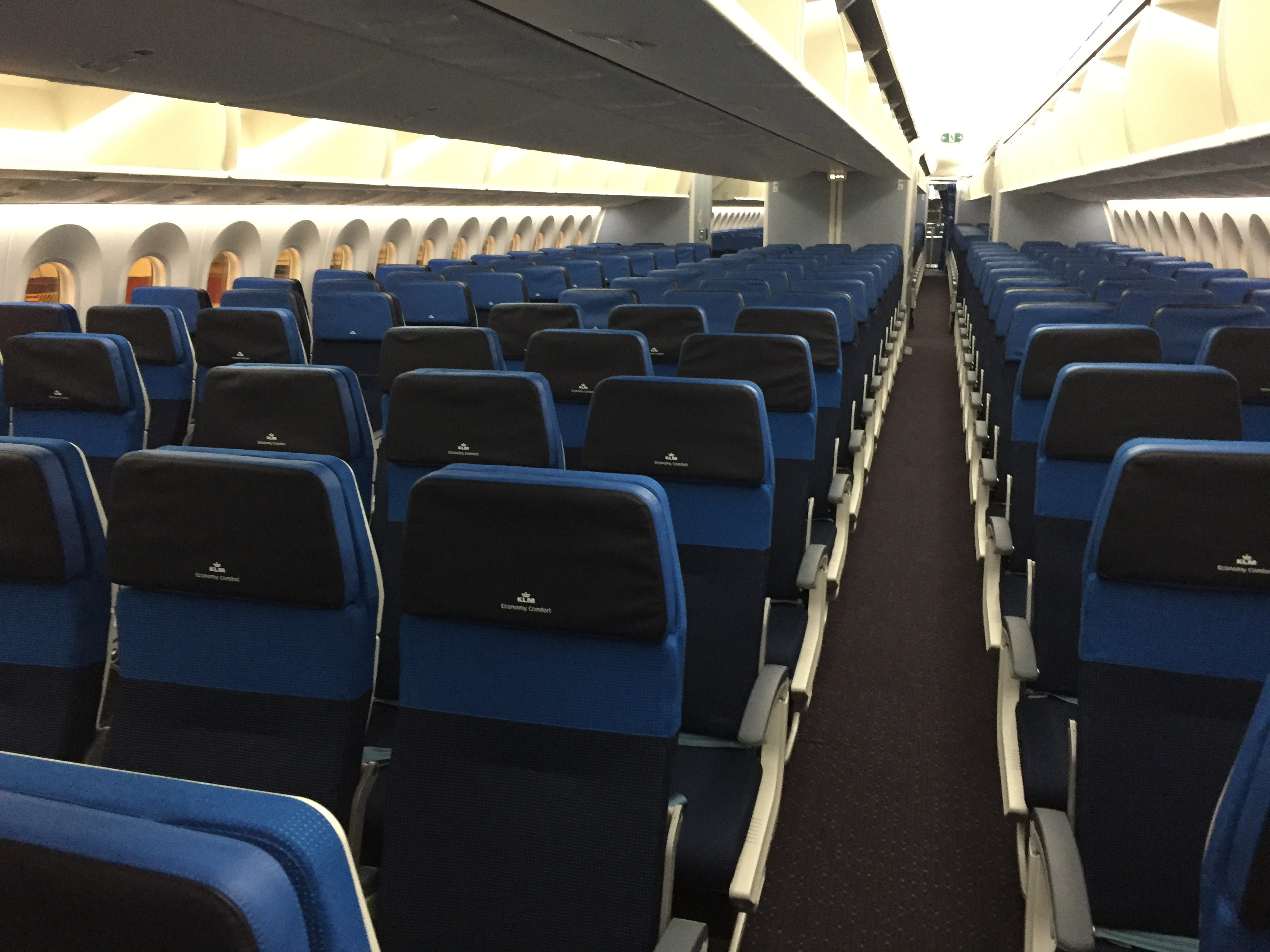
Economy Comfort ed economy su un Boeing 787-9.

Economy Comfort è la classe economy premium offerta su tutti i voli KLM e KLM Cityhopper. I sedili sui voli a lungo raggio hanno un passo di 10 cm in più rispetto alla classe Economy, un passo di 89-91 cm (35-36 pollici) e reclinabile fino a 18 cm (7 pollici). I posti sui voli a corto raggio hanno 8,9 cm in più di passo, per un totale di 85-88 cm (33,5-34,5 pollici) e possono reclinarsi fino a 13 cm (40%) ulteriormente. Ad eccezione della maggiore inclinazione e reclinazione, i posti a sedere e il servizio in Economy Comfort sono gli stessi della Economy Class. L'Economy Comfort si trova in una cabina separata; i passeggeri possono uscire dall'aereo prima dei passeggeri dell'economy.

### Economy Class
I posti in Economy Class sui voli a lungo raggio hanno un passo da 31 a 32 pollici (79-81 cm) e sono larghi 17,5 pollici (44 cm). Tutti i sedili sono dotati di poggiatesta regolabili, PTV da 23 cm con AVOD e telefono satellitare con microtelefono personale che può essere utilizzato con carta di credito. I posti sui voli a corto raggio hanno un passo da 76 a 79 cm (30-31 pollici) e sono larghi 43 cm e non prevedono alcun sistema di intrattenimento personale. I posti a sedere in Economy Class a lungo raggio sono in una disposizione 3-4-3 sui Boeing 777-300ER e sui Boeing 777-200ER, 3-3-3 sui Boeing 787-9 e 2-4-2 sugli Airbus A330. Il layout è 3-3 sui Boeing 737 e 2-2 sugli Embraer 175 e 190.

## Servizi

### Intrattenimento in volo
Il sistema di intrattenimento in volo di KLM è disponibile in tutte le classi su tutti gli aeromobili wide body; fornisce a tutti i passeggeri audio/video on Demand (AVOD). Il sistema include intrattenimento interattivo inclusi film, programmi televisivi, musica, giochi e corsi di lingua. Circa 80 film tra cui versioni recenti, classici e cinema sono disponibili in diverse lingue. La selezione viene modificata ogni mese. Il sistema di intrattenimento in volo può essere utilizzato per inviare messaggi di testo SMS ed e-mail. Il sistema 3000i di Panasonic è installato su tutti i Boeing 777-200ER e sulla maggior parte degli Airbus A330-200. Tutti gli Airbus A330-300 e Boeing 777-300ER e alcuni Airbus A330-200 sono dotati del sistema di intrattenimento a bordo Panasonic eX2.
KLM fornisce una selezione di giornali internazionali ai suoi passeggeri sui voli a lungo raggio; su quelli a corto raggio sono offerti solo ai passeggeri della Europe Business Class. Una selezione di riviste internazionali è disponibile per i passeggeri della World Business Class sui voli a lungo raggio. A tutti i passeggeri viene fornita la rivista di bordo di KLM, l'Holland Herald. A bordo dei voli per Cina, Corea del Sud e Giappone, la compagnia aerea offre riviste a bordo EuroSky (Cina e Giappone), in cinese o giapponese, e Wings of Europe (Corea del Sud) in coreano. Il 29 maggio 2013, KLM e Air France hanno lanciato un progetto per testare l'accesso a Internet tramite Wi-Fi in volo. Ogni compagnia aerea ha dotato un Boeing 777-300ER della propria flotta di Wi-Fi, che i passeggeri possono utilizzare con i propri dispositivi. Il servizio wireless diventa disponibile dopo che l'aereo raggiunge i 20 000 piedi (6 100 m) di altitudine.

### Catering
Ai passeggeri della World Business Class viene servito un pasto di tre portate. Ogni anno KLM collabora con un importante chef olandese per sviluppare i piatti che vengono serviti a bordo. Ai passeggeri in Europe Business Class viene servito un pasto freddo, un piatto principale caldo o un pasto di tre portate a seconda della durata del volo. KLM ha collaborato con il designer olandese Marcel Wanders per progettare le stoviglie della World ed European Business Class.
Ai passeggeri della Economy Class sui voli a lungo raggio vengono serviti un pasto caldo e uno spuntino e un secondo pasto caldo o la colazione, a seconda della durata del volo. Sui voli a corto raggio vengono serviti panini o una scelta di snack dolce o salato, a seconda della durata e dell'ora della giornata. Se il volo dura almeno due ore, vengono serviti i biscotti "stroopwafel" prima della discesa. La maggior parte delle bevande alcoliche sono gratuite per tutti i passeggeri. Dopo un periodo di prova di successo, KLM ha introdotto i pasti à la carte in Economy Class il 14 settembre 2011; vengono offerti piatti tipici olandesi, giapponesi, italiani, freddi e indonesiani.
Pasti speciali, inclusi pasti per bambini, vegetariani, medici e religiosi, possono essere richiesti in ogni classe fino a 24 o 36 ore prima della partenza. Sui voli per India, Cina, Corea del Sud e Giappone, KLM offre autentici pasti asiatici in tutte le classi. I pasti serviti sui voli KLM in partenza da Amsterdam sono forniti dalla KLM Catering Services.
Nel settembre 2016, KLM ha lanciato la prima birra alla spina in volo al mondo grazie alla partnership con Heineken. Il nuovo servizio è stato presentato in anteprima a bordo di un volo per Curaçao nella World Business Class.

### Servizi a terra
KLM offre vari metodi di check-in ai suoi passeggeri, che possono effettuarlo per i loro voli presso le postazioni self-service in aeroporto, tramite Internet o un telefono cellulare o tablet. Nelle destinazioni in cui queste strutture non sono disponibili, il check-in viene effettuato da un rappresentante della compagnia aerea allo sportello. Le carte d'imbarco elettroniche possono essere ricevute su un dispositivo mobile mentre le carte d'imbarco possono essere stampate nei chioschi aeroportuali.
Dal 4 luglio 2008 KLM, in collaborazione con l'aeroporto di Amsterdam-Schiphol, offre ai suoi passeggeri il servizio di consegna bagagli self-service. Il progetto è iniziato con una prova che includeva un punto di consegna. Il numero di questi punti è gradualmente aumentato.
Nel novembre 2012, KLM ha avviato un progetto presso l'aeroporto di Amsterdam per testare l'imbarco self-service. I passeggeri possono salire a bordo dell'aereo senza interagire con il personale scansionando le carte d'imbarco in modo indipendente. La compagnia aerea partner di KLM Air France ha avviato lo stesso progetto nel suo hub all'aeroporto di Parigi Charles de Gaulle.
KLM è la prima compagnia aerea ad offrire chioschi di trasferimento self-service sulle sue rotte europee e intercontinentali per i passeggeri che si collegano attraverso l'aeroporto di Amsterdam Schiphol. I chioschi consentono ai passeggeri di visualizzare i dettagli dei voli in coincidenza, di modificare l'assegnazione dei posti o di passare a un posto più comodo. Quando un passeggero perde una coincidenza, i dettagli sui voli alternativi possono essere visualizzati sul chiosco e può essere stampata una nuova carta d'imbarco. I passeggeri che hanno diritto a buoni per una bevanda, un pasto, l'uso di un telefono o uno sconto di viaggio possono farli stampare al chiosco.

### Bus e treni
KLM offre servizi di autobus per i clienti che vivono in determinate città trasportandoli negli aeroporti dove possono imbarcarsi sui voli della compagnia. Gli autobus partono dalla stazione ferroviaria di Nijmegen e dalla stazione di Arnhem Centrale, dalla stazione di Maastricht (codice IATA ZYT) via aeroporto di Maastricht Aquisgrana (IATA MST) e dall'aeroporto di Eindhoven (codice IATA EIN) ad Amsterdam Schiphol (codice IATA AMS) e dalla stazione ferroviaria di Ottawa all'aeroporto di Montreal Dorval in Canada. Inoltre, KLM dispone di code condivise con i servizi di Thalys e SNCF in modo che i passeggeri di varie città francesi possano raggiungere l'aeroporto Charles de Gaulle e i passeggeri dal Belgio possano andare a Schiphol (da Anversa) o Charles de Gaulle (da Bruxelles).

### Flying Blue
Flying Blue è il programma frequent flyer del gruppo Air France-KLM che premia i passeggeri più fedeli attribuendo un numero di punti/miglia per ogni viaggio effettuato con Air France, KLM e le loro compagnie aeree sussidiare, affiliate e partner. Il programma Flying Blue nasce il 6 giugno del 2005 attraverso l'unificazione dei programmi Fréquence Plus (di Air France) e Flying Dutchman (di KLM).

## Destinazioni
KLM serve più di 150 destinazioni in 70 paesi in cinque continenti dal suo hub all'aeroporto di Amsterdam-Schiphol. Gli accordi in code-share portano a più di 1.000 il numero totale di destinazioni raggiungibili tramite la compagnia.

### Accordi commerciali
Nel 2025 KLM ha accordi di code sharing con le seguenti compagnie:
- Aerolíneas Argentinas
- Aeroméxico
- Air Astana
- Air Europa
- Air France
- Air Serbia
- airBaltic
- Bangkok Airways
- China Airlines
- China Eastern
- China Southern
- Copa Airlines
- Delta Air Lines
- Etihad Airways
- Garuda Indonesia
- Georgian Airways
- Gol Linhas Aéreas
- IndiGo[67]
- Kenya Airways
- KLM Cityhopper
- KM Malta Airlines
- Korean Air
- Malaysia Airlines
- Saudia
- Sichuan Airlines
- TAROM
- Transavia
- Vietnam Airlines
- WestJet
- Widerøe
- Xiamen Airlines

### Alleanze
Il 13 settembre 2004 KLM è entrata a far parte di SkyTeam.

## Flotta

### Flotta attuale

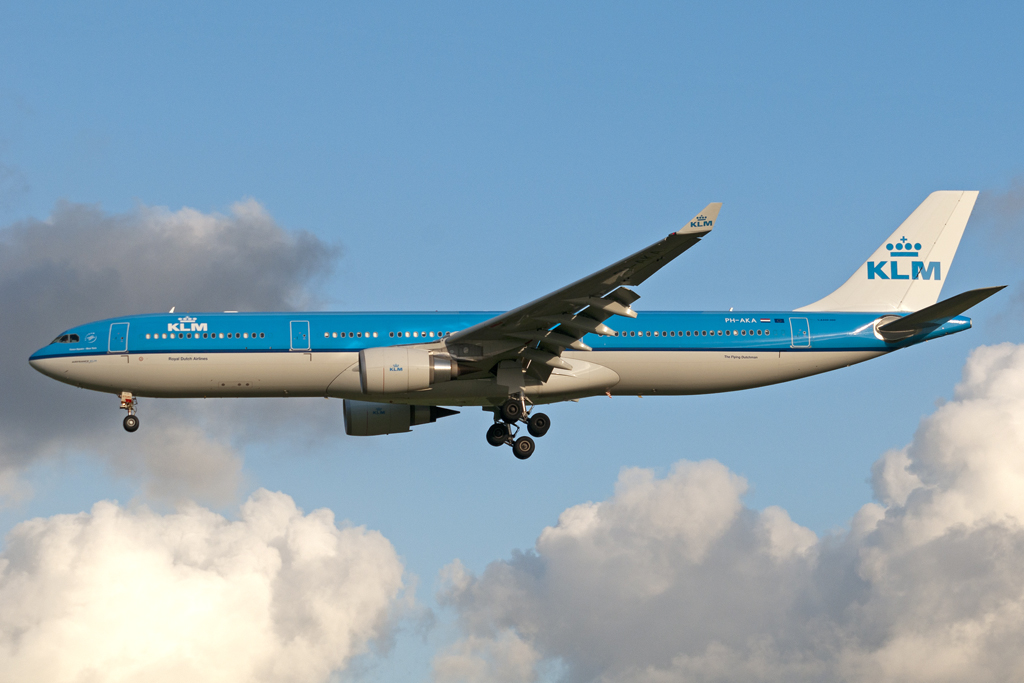
Un Airbus A330-300 nella vecchia livrea.

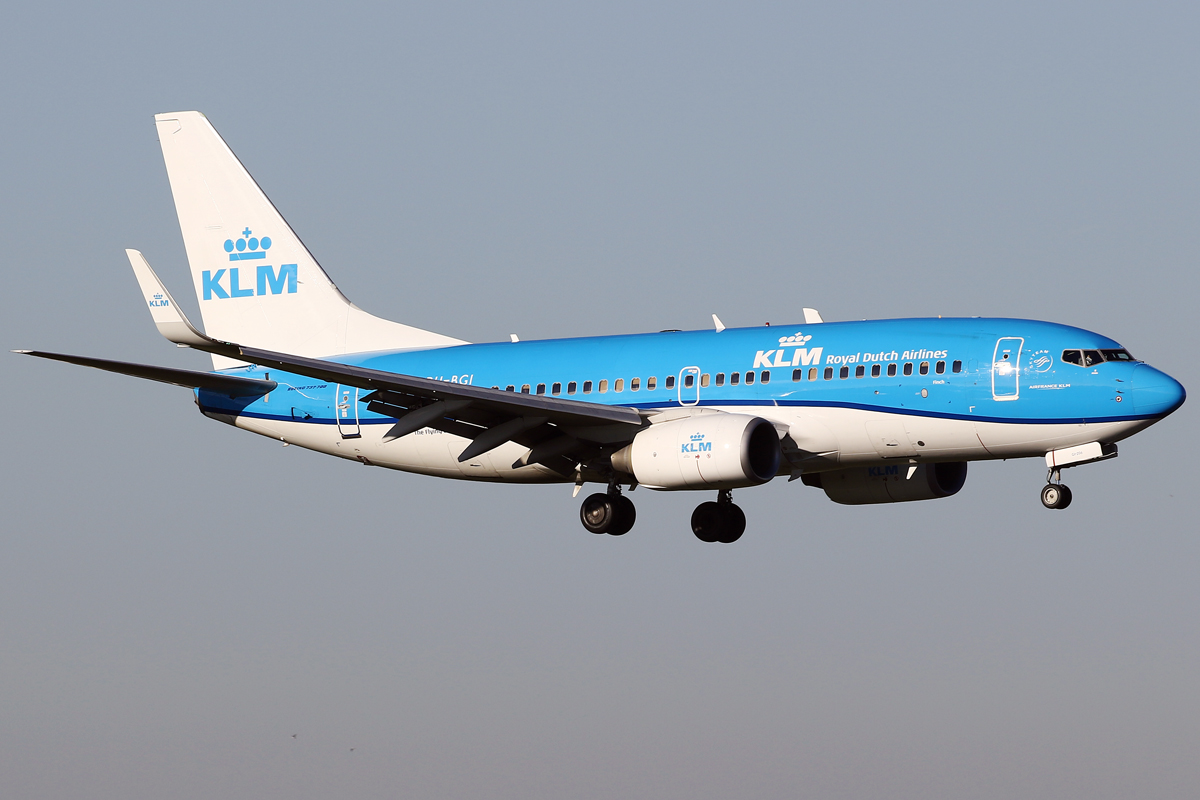
Un Boeing 737-700.

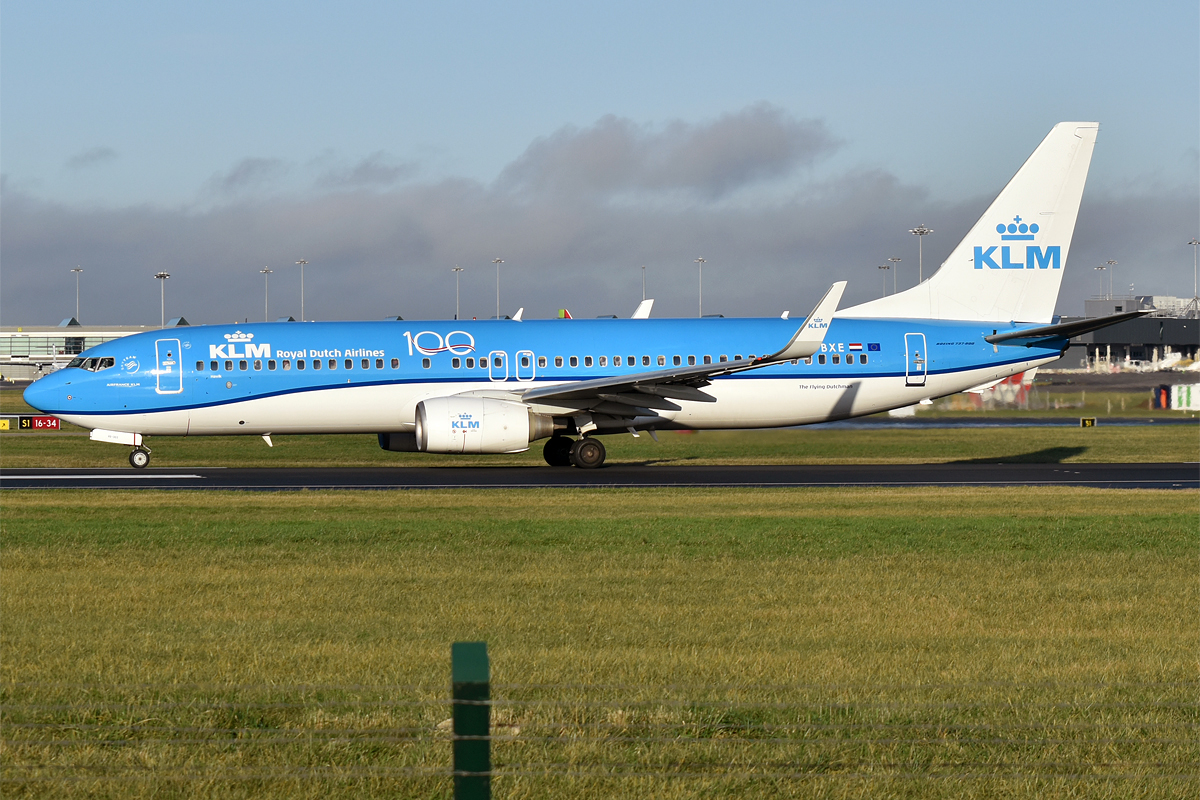
Un Boeing 737-800.

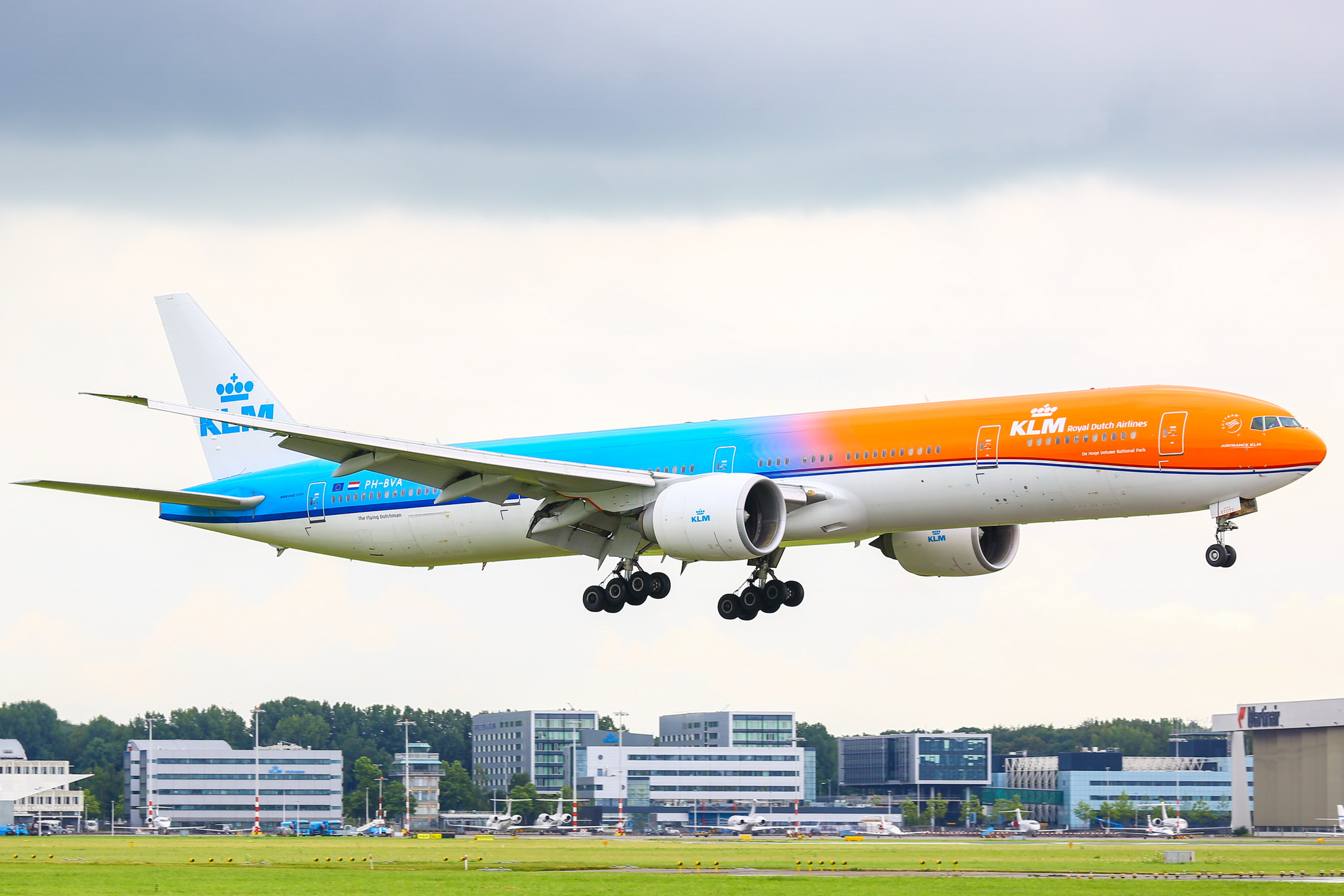
Un Boeing 777-300ER nella livrea "Orange Pride".

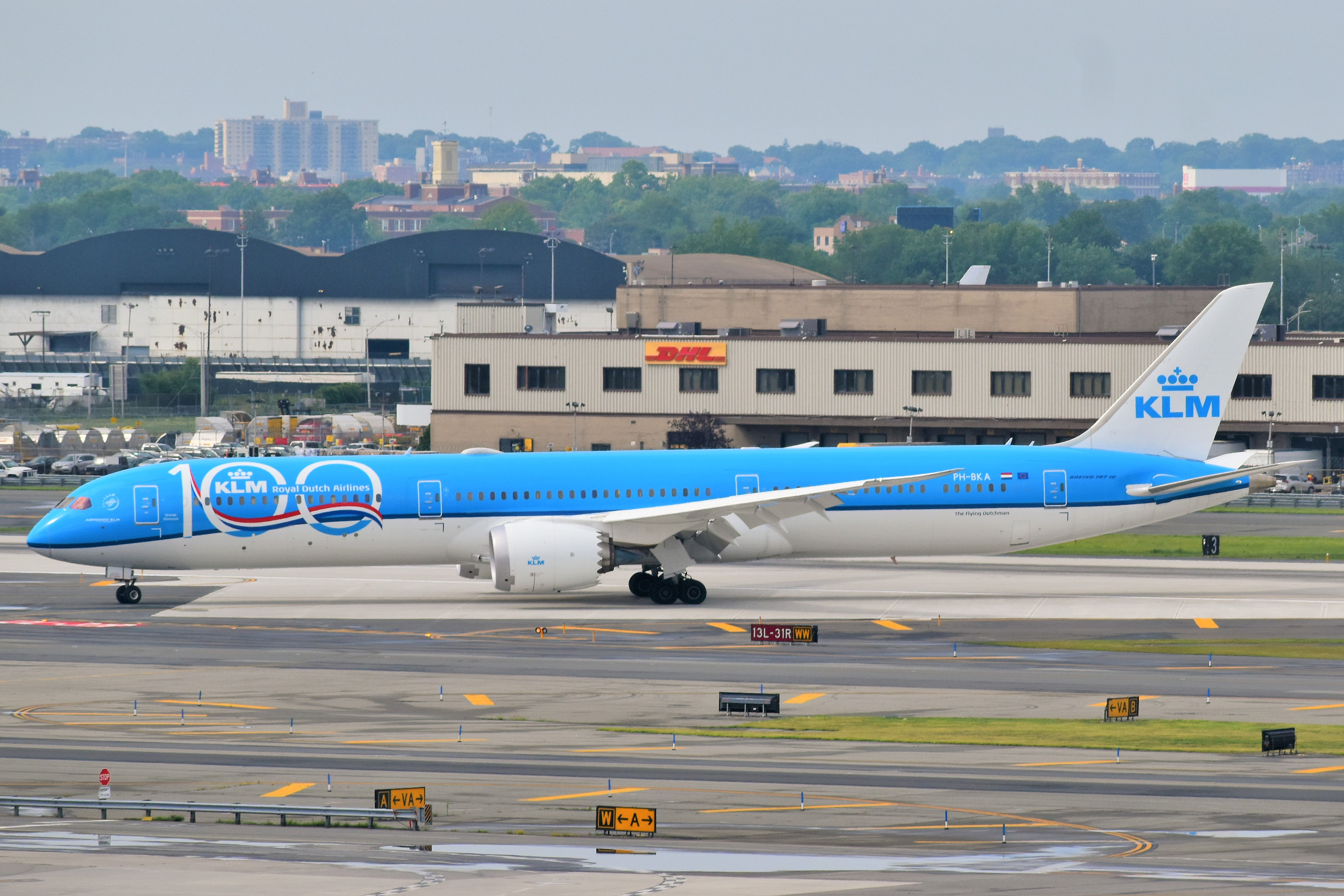
Un Boeing 787-10 in livrea speciale per i 100 anni.

Ad agosto 2025 la flotta di KLM risulta composta dai seguenti aerei:

### Sviluppo
Il primo degli 8 Boeing 787-10 di KLM è stato consegnato il 28 giugno 2019; presenta una livrea speciale per il 100º anniversario della compagnia.
Il 19 giugno 2013, KLM aveva ordinato 7 Airbus A350-900. Nel giugno 2019, Air France-KLM ha annunciato che KLM non avrebbe preso in carico nessuno degli A350 ordinati dal gruppo, a causa di scopi di razionalizzazione della flotta; tutti gli esemplari andranno quindi ad Air France.
All'Investor Day di Air France (5 novembre 2019) il CEO Ben Smith aveva annunciato che "nel prossimo futuro" con l'uscita degli Airbus A330, KLM avrebbe usato solo 777 e 787 per il lungo raggio. Questo avrebbe reso la flotta KLM interamente Boeing.
Tuttavia a dicembre 2021 il Gruppo AF-KLM ha ordinato 100 Airbus della famiglia A320neo per sostituire i 737 di KLM e Transavia. Inoltre a settembre 2023 AF-KLM ha ordinato 50 A350 (900 e 1000) con opzione per altri 40, da suddividere tra Air France e KLM.

### Flotta storica

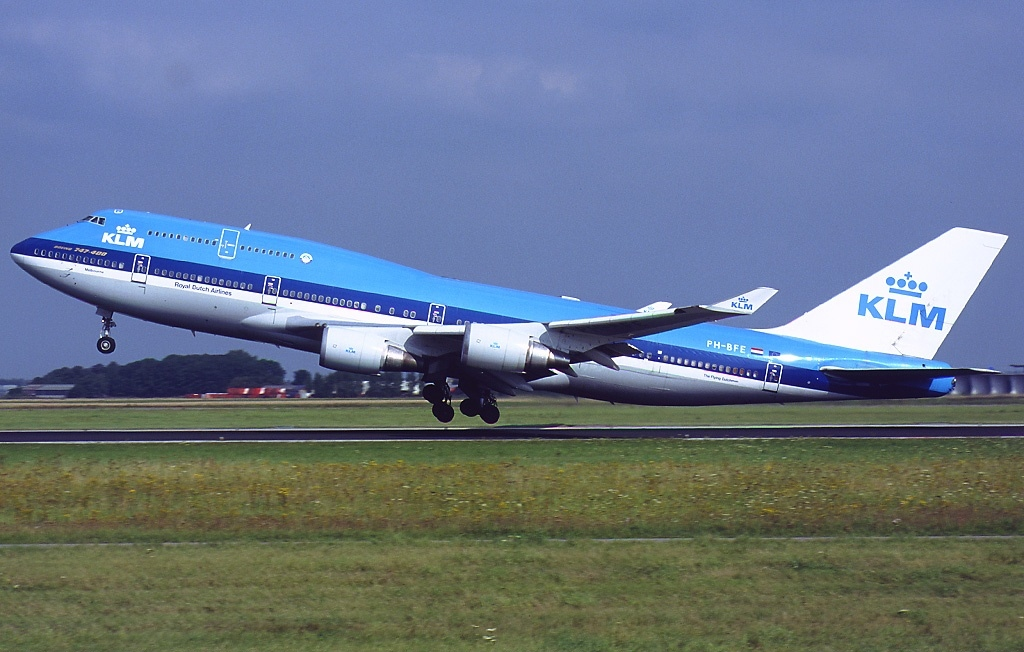
Un Boeing 747-400.

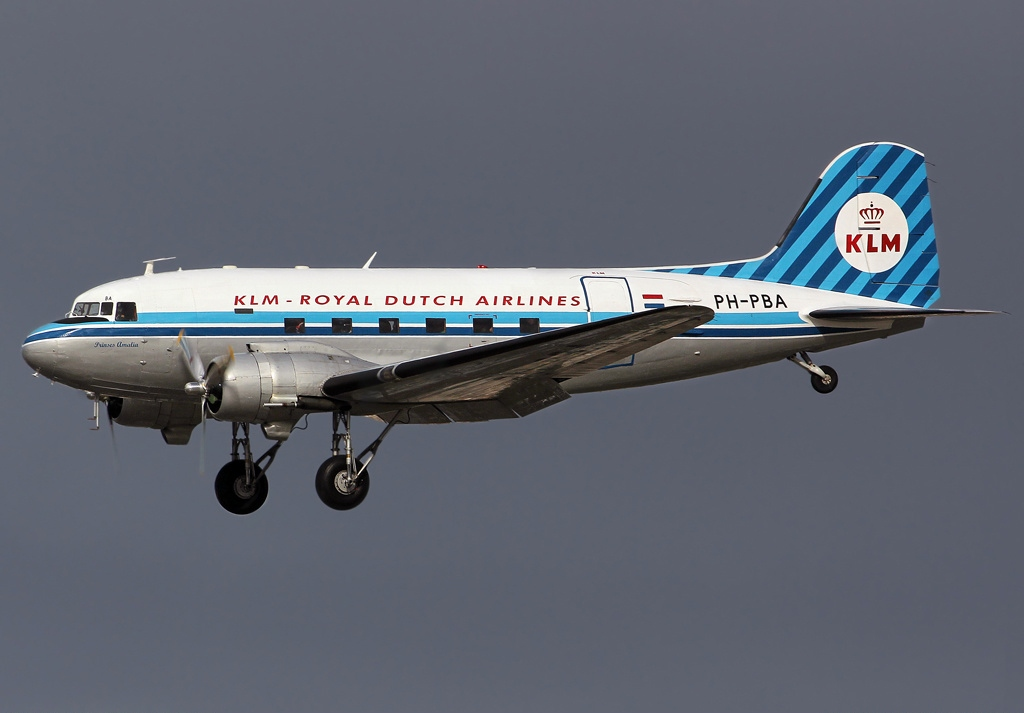
Un Douglas DC-3.

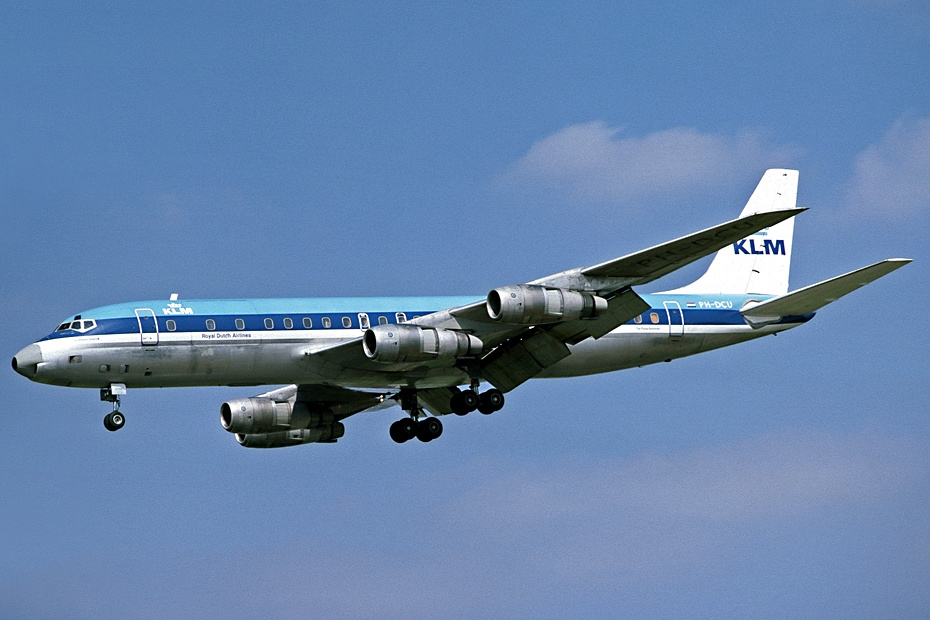
Un Douglas DC-8.

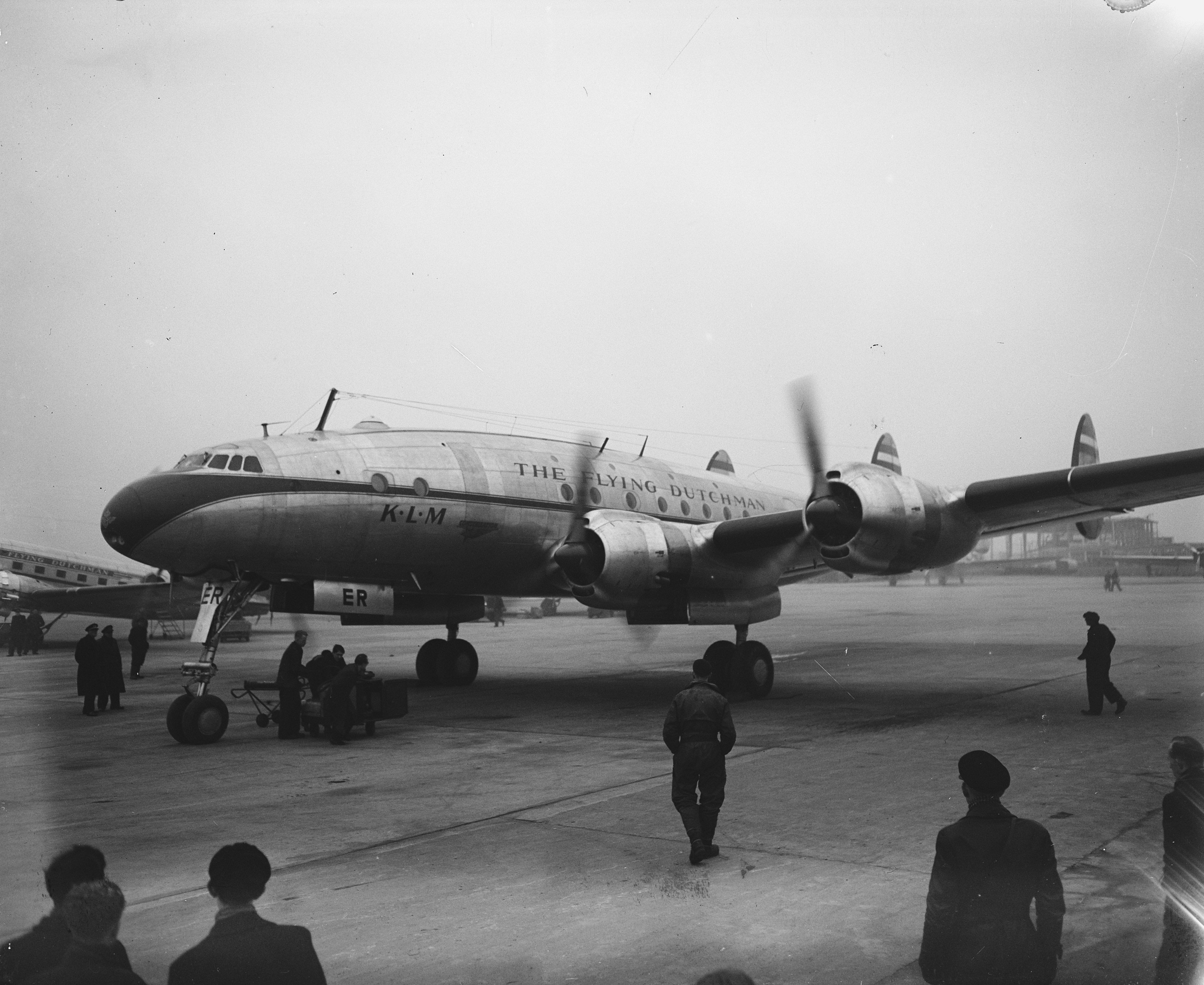
Un Lockheed Constellation.

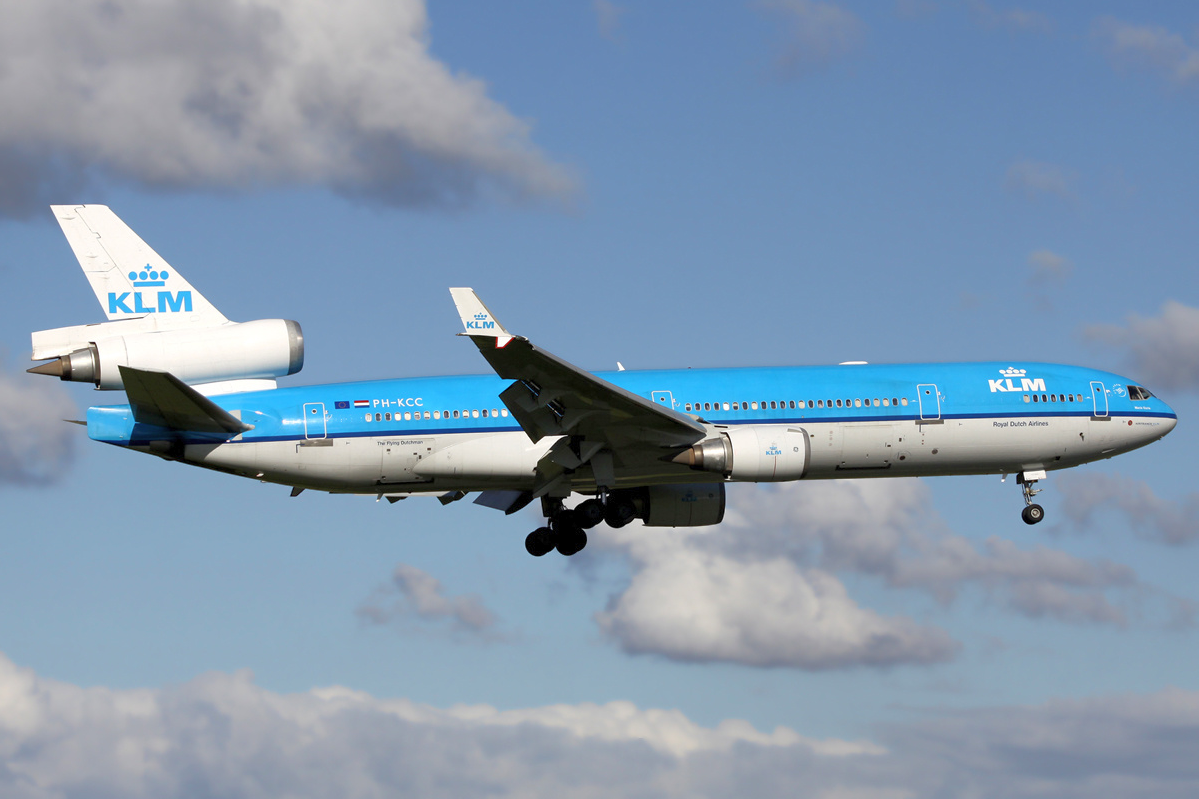
Un McDonnell Douglas MD-11.

KLM operava in precedenza con i seguenti aeromobili:

## Incidenti

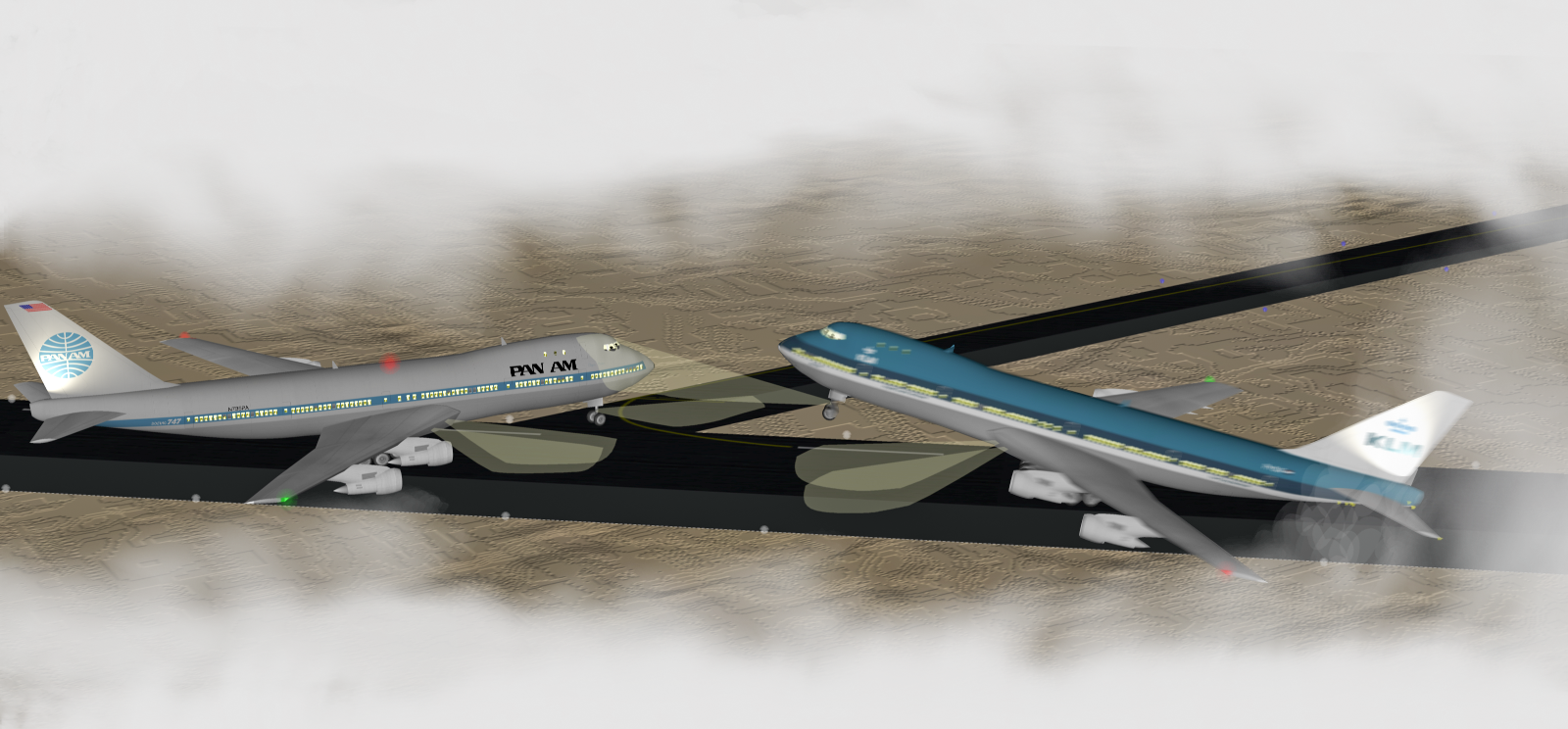
Ricostruzione degli istanti prima dell'impatto dei 747 coinvolti nel disastro aereo di Tenerife del 1977.

- Il 22 agosto 1927, il Fokker F.VIII di marche H-NADU precipitò a Underriver, Kent, a seguito di un cedimento strutturale della pinna di coda o del timone. L'aereo stava effettuando un volo di linea internazionale da Croydon, Surrey, all'aeroporto Waalhaven, Rotterdam, Paesi Bassi. Uno dei due membri dell'equipaggio rimase ucciso e otto persone ferite.[80]
- Il 9 dicembre 1936, il Douglas DC-2 di marche PH-AKL precipitò poco dopo il decollo dal Croydon Air Port (come era noto all'epoca) su un volo di linea per Amsterdam, Paesi Bassi. L'aereo fu distrutto e 15 dei 17 passeggeri e l'equipaggio a bordo morirono.[81]
- Il 14 novembre 1946, il Douglas C-47 di marche PH-TBW precipitò durante l'avvicinamento ad Amsterdam su un volo proveniente da Londra. Nessuno dei 26 a bordo sopravvisse.[82]
- Il 26 gennaio 1947, il Douglas DC-3 di marche PH-TCR precipitò durante l'avvicinamento a Kastrup, causando la morte di tutti i 22 a bordo.[83]
- Il 20 ottobre 1948, il Lockheed Constellation di marche PH-TEN a si schiantò su un'altura vicino all'aeroporto di Glasgow Prestwick, in Scozia; tutti i 40 a bordo morirono. Un'indagine successiva permise di appurare che l'incidente era stato probabilmente causato dalla dipendenza dell'equipaggio da una combinazione di carte errate e previsioni meteorologiche incomplete, causando la distrazione e il disorientamento in condizioni avverse.[84]
- Il 22 marzo 1957, il Douglas DC-6 di marche PH-TPJ era in avvicinamento a Francoforte sulla tratta ritorno da Johannesburg ad Amsterdam. L'equipaggio contattò l'ATC di Francoforte alle 10:38 e segnalò di aver passato il radiofaro "Staden" a 4.000 piedi. Alle 10:45, il volo riferì l'avvicinamento al faro "Offenbach" e la discesa a 750 m. Niente di più fu sentito dal volo. Circa cinque minuti dopo, l'aereo si schiantò incendiandosi.[85]
- Il 23 agosto 1954, il volo KLM 608, un Douglas DC-6, precipitò nel Mare del Nord al largo di IJmuiden durante la tratta Shannon-Amsterdam. L'incidente causò la morte di tutti i 21 a bordo.[86]
- Il 5 settembre 1954, il volo KLM 633, un Lockheed L-1049 Super Constellation, subito dopo il decollo ammarò nel fiume Shannon. 28 persone morirono nell'incidente, causato da una ri-estensione inaspettata del carrello di atterraggio, probabilmente aggravata da un errore del pilota.[87]
- Il 16 luglio 1957, il volo KLM 844, un Lockheed L-1049 Super Constellation, si schiantò nella baia di Cenderawasih a 1,2 chilometri dal suo aeroporto di partenza. 58 (9 dei quali erano membri dell'equipaggio) su 68 a bordo morirono. Il volo era la prima tappa di un servizio con destinazione finale Amsterdam, Paesi Bassi.[88]
- Il 14 agosto 1958, il volo KLM 607-E, un Lockheed L-1049 Super Constellation, partì da Shannon alle 03:05 UTC per la seconda tappa di un viaggio transatlantico da Amsterdam a New York City con fermate intermedie a Shannon e Gander, Terranova. Il contatto radio con l'aereo venne perso alle 03:40 UTC circa; fu lanciata un'operazione di salvataggio che permise di trovare detriti sulla superficie dell'oceano a circa 180 chilometri a ovest di Shannon. Furono anche recuperati i resti di 34 dei 99 a bordo.[89]
- Il 30 maggio 1961, il volo Viasa 897, un Douglas DC-8-53 operato per conto della KLM, precipitò nell'Oceano Atlantico al largo delle coste del Portogallo il 30 maggio 1961, poco dopo il decollo dall'aeroporto di Portela. Non ci furono sopravvissuti tra i 61 occupanti dell'aereo.[90]
- Il 25 giugno 1961, il volo KLM 823, un Lockheed L-188 Electra, precipitò durante l'avvicinamento all'aeroporto Internazionale del Cairo in Egitto dopo un volo da Roma, Italia. Nell'incidente persero la vita 20 dei 36 a bordo.[91]
- Il 27 marzo 1977, nel disastro aereo di Tenerife, due Boeing 747, uno della KLM e l'altro della Pan-Am, collisero sulla pista dell'aeroporto di Tenerife-Nord. Costituisce il più grave incidente nella storia dell'aviazione: vi persero infatti la vita tutti i 248 passeggeri a bordo del volo KLM 4805 e buona parte di quelli imbarcati sul volo Pan Am 1736 (335 deceduti e 61 superstiti). L'aereo olandese colpì in fase di decollo il dorso del Jumbo statunitense che stava rullando in direzione opposta; entrambi i velivoli presero fuoco e andarono completamente distrutti. Le vittime furono in totale 583.[92][93]
- Il 15 dicembre 1989, il volo KLM 867, un Boeing 747-406M, fu costretto a effettuare un atterraggio di emergenza all'aeroporto internazionale di Anchorage, Alaska, quando tutti e quattro i motori si guastarono. Il Boeing 747-400 versione combi, registrato PH-BFC e avente meno di sei mesi, era passato attraverso una fitta nuvola di cenere vulcanica fuoriuscita dal Monte Redoubt, eruttato il giorno prima.[94]